# Mutagenix
Mutagenix este o distribuție de Linux bazată pe Slackware.

## Legături externe
- Mutagenix la distrowatch.com